# Lampe Tizio

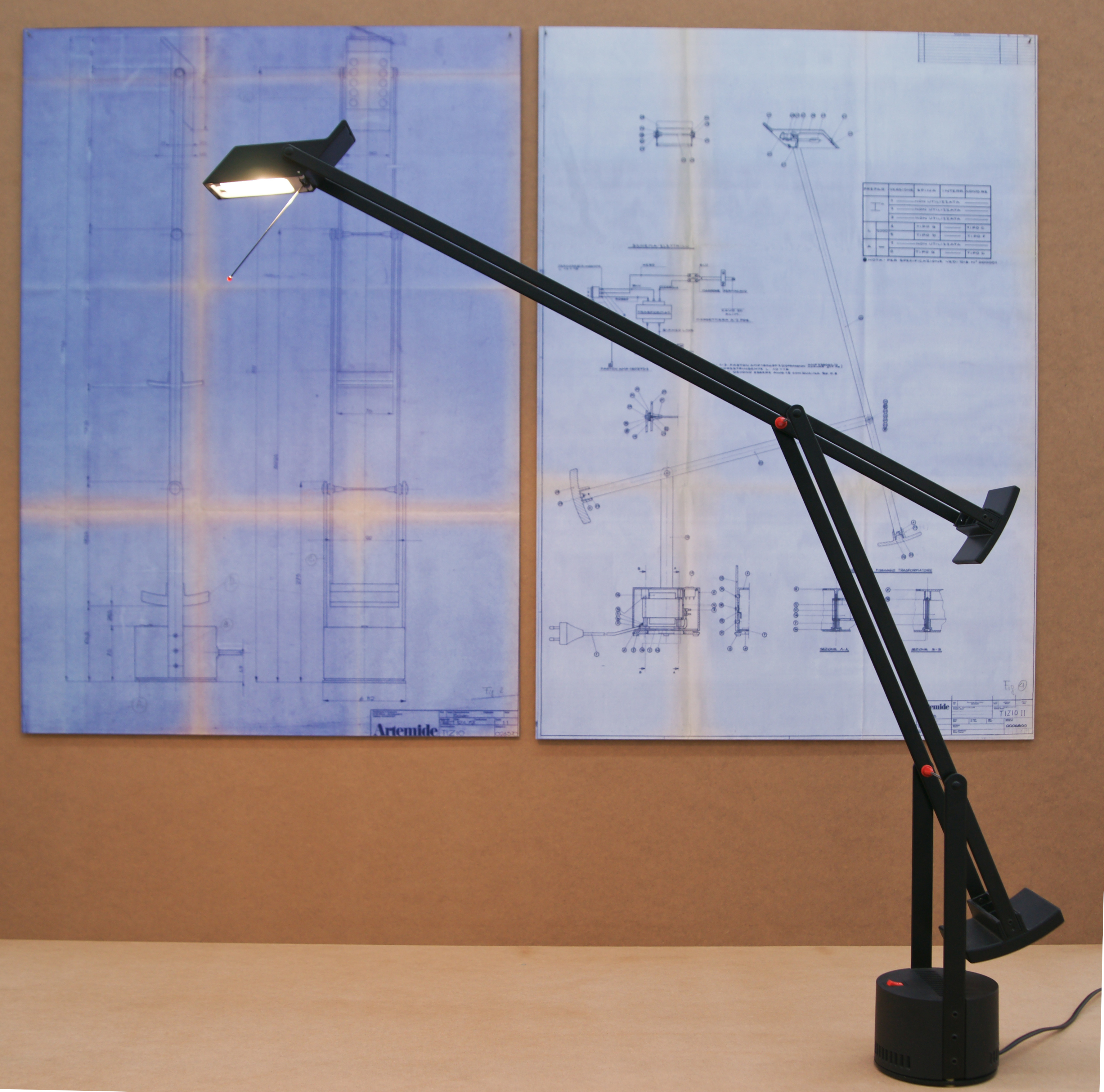
Lampe Tizio

La lampe Tizio est un objet issu du design industriel créé par le designer Richard Sapper. La première édition de cette lampe date de 1972. Elle a été commandée et commercialisée depuis par la société Artemide.
Le fonctionnement de la lampe était révolutionnaire à l'époque de sa création : le pied de la lampe sert de socle et de transformateur pour faire passer la tension de 220 à 12 volts. Le courant est ensuite réparti sur les montants, puis sur les deux bras articulés munis de contrepoids, pour venir enfin alimenter la lampe halogène.
Cette lampe, aujourd'hui considérée comme un classique du design, figure dans les collections de nombreux musées d'art moderne dans le monde. Elle a été sélectionnée en 1979 pour le Prix Compasso d'Oro.

## Ressources complémentaires
- (en) La lampe Tizio au Metropolitan museum of art